# Quedius brevis
Quedius brevis (лат.) — вид коротконадкрылых жуков рода Quedius из подсемейства Staphylininae (Staphylinidae). Палеарктика (от Европы и Марокко до Турции, Сибири и Дальнего Востока). Мирмекофильный вид, обитающий в гнёздах муравьёв преимущественно рода Formica или иногда Lasius.

## Описание
Мелкие жуки с укороченными надкрыльями и удлиненным телом (6,0—7,0 мм). Тело коричневое, часто с более бледными надкрыльями и апикальными краями брюшных тергитов. От близких видов отличается строением гениталий. Эдеагус: парамер апикально ланцетный, заостренный; срединная лопасть умеренно широкая, с широкой, но отчётливо заостренной вершиной. Формула лапок 5-5-5. Голова округлая, более узкая, чем переднеспинка. Передняя часть тела (голова и пронотум) блестящая. Включён в состав подрода Microsaurus (по признаку выемчатого переднего края лабрума, пронотум с краевыми волосками, расположенными около пронотального края). Вид широко распространен в Палеарктике от Европы до Дальнего Востока России. В России он известен по единичным записям на всей ее территории от Европейской части до Нижнего Приамурья. Широко распространен, но не обычен. Quedius brevis — мирмекофильный вид, обитающий в гнёздах муравьёв преимущественно рода Formica или иногда Lasius.